# Phaloria mimula
Phaloria mimula är en insektsart som först beskrevs av Krauss 1903.  Phaloria mimula ingår i släktet Phaloria och familjen syrsor. Inga underarter finns listade i Catalogue of Life.